# Petropavl
Petropavl (kazakh: Петропавл), també coneguda com a Petropàvlovsk (rus: Петропа́вловск), és una ciutat del Kazakhstan situada a la riba del riu Ixim. És la capital de la província del Kazakhstan Septentrional, molt propera a la frontera amb la Federació Russa.

## Història
Petropavl es va fundar l'any 1752 com a fort rus per estendre la influència dels assentaments russos davant els territoris nòmades kazakhs al sud. Va rebre el seu nom de dos sants cristians, Pere i Pau. Va rebre l'estatus de ciutat l'any 1807.

## Transport

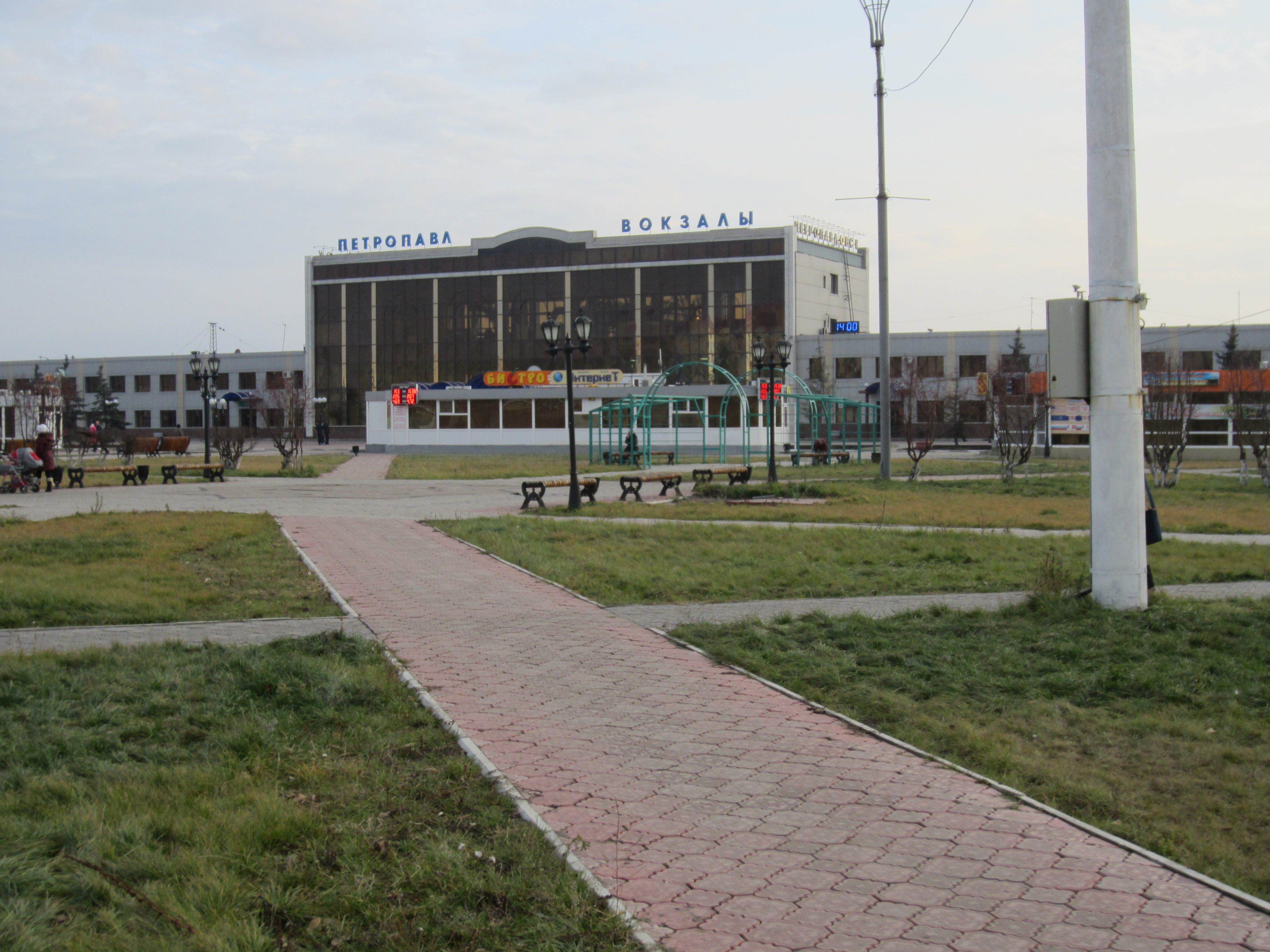
Estació ferroviària de Petropavl

Per Petropavl hi passa una branca del Tren Transsiberià, i per tant, té moltes connexions ferroviàries amb Rússia. De fet, la configuració original de la línia transsiberiana feia la ruta de Samara, Ufà, Txeliàbinsk i Petropavl per anar a Omsk, que està només 260 km a l'est de Petropavl. Actualment, la ruta més habitual passa per Iekaterinburg i es dirigeix a Omsk via Tiumén en un recorregut més al nord que transcorre íntegrament per territori rus. No obstant això, existeix la possibilitat d'anar de Iekaterinburg a Omsk via Petropavl, que comporta un trajecte lleugerament més curt.
També hi ha una línia ferroviària que va a la capital del Kazakhstan, Astanà.
L'Aeroport de Petropavl està situat 10 quilòmetres al sud de la ciutat.

## Clima
Petropavl té un clima continental humit (classificació de Köppen Dfb) amb hiverns freds i secs, i estius càlids i humits.
| Dades climàtiques a Petropavl      | Dades climàtiques a Petropavl | Dades climàtiques a Petropavl | Dades climàtiques a Petropavl | Dades climàtiques a Petropavl | Dades climàtiques a Petropavl | Dades climàtiques a Petropavl | Dades climàtiques a Petropavl | Dades climàtiques a Petropavl | Dades climàtiques a Petropavl | Dades climàtiques a Petropavl | Dades climàtiques a Petropavl | Dades climàtiques a Petropavl | Dades climàtiques a Petropavl |
| Mes                                | gen                           | febr                          | març                          | abr                           | maig                          | juny                          | jul                           | ag                            | set                           | oct                           | nov                           | des                           | anual                         |
| ---------------------------------- | ----------------------------- | ----------------------------- | ----------------------------- | ----------------------------- | ----------------------------- | ----------------------------- | ----------------------------- | ----------------------------- | ----------------------------- | ----------------------------- | ----------------------------- | ----------------------------- | ----------------------------- |
| Màxima rècord °C (°F)              | 4.5 (40.1)                    | 19.5 (67.1)                   | 13.5 (56.3)                   | 31.1 (88)                     | 37.2 (99)                     | 40.3 (104.5)                  | 40.5 (104.9)                  | 38.6 (101.5)                  | 33.6 (92.5)                   | 26.2 (79.2)                   | 21.0 (69.8)                   | 7.2 (45)                      | 40.5 (104.9)                  |
| Màxima mitjana °C (°F)             | −13.2 (8.2)                   | −11.8 (10.8)                  | −4.6 (23.7)                   | 8.2 (46.8)                    | 18.6 (65.5)                   | 24.0 (75.2)                   | 25.1 (77.2)                   | 22.5 (72.5)                   | 16.9 (62.4)                   | 7.4 (45.3)                    | −4.0 (24.8)                   | −10.8 (12.6)                  | 6.6 (43.9)                    |
| Mitjana diària °C (°F)             | −17.6 (0.3)                   | −16.5 (2.3)                   | −10.0 (14)                    | 2.8 (37)                      | 12.0 (53.6)                   | 17.6 (63.7)                   | 19.4 (66.9)                   | 16.6 (61.9)                   | 10.7 (51.3)                   | 2.2 (36)                      | −7.9 (17.8)                   | −14.9 (5.2)                   | 1.2 (34.2)                    |
| Mínima mitjana °C (°F)             | −22.1 (−7.8)                  | −21.3 (−6.3)                  | −15.0 (5)                     | −2.2 (28)                     | 5.4 (41.7)                    | 10.9 (51.6)                   | 13.2 (55.8)                   | 10.8 (51.4)                   | 5.3 (41.5)                    | −2.0 (28.4)                   | −11.9 (10.6)                  | −19.3 (−2.7)                  | −4.1 (24.6)                   |
| Mínima rècord °C (°F)              | −48.0 (−54.4)                 | −42.5 (−44.5)                 | −36.8 (−34.2)                 | −26.4 (−15.5)                 | −15.8 (3.6)                   | −2.6 (27.3)                   | 1.3 (34.3)                    | −4.0 (24.8)                   | −9.4 (15.1)                   | −25.6 (−14.1)                 | −37.5 (−35.5)                 | −45.0 (−49)                   | −48.0 (−54.4)                 |
| Precipitació mitjana mm (polzades) | 18.1 (0.713)                  | 13.8 (0.543)                  | 13.5 (0.531)                  | 18.1 (0.713)                  | 30.2 (1.189)                  | 43.5 (1.713)                  | 60.4 (2.378)                  | 51.0 (2.008)                  | 28.9 (1.138)                  | 29.8 (1.173)                  | 24.6 (0.969)                  | 21.0 (0.827)                  | 352.9 (13.894)                |
| Mitjana de dies de precipitació    | 17.2                          | 14.1                          | 12.5                          | 9.7                           | 11.1                          | 9.3                           | 9.2                           | 10.9                          | 11.0                          | 12.8                          | 16.4                          | 18.6                          | 152.8                         |
| Mitjana de dies de neu             | 19                            | 16                            | 13                            | 6                             | 1                             | 0                             | 0                             | 0                             | 1                             | 11                            | 17                            | 18                            | 102                           |
| Humitat relativa mitjana (%)       | 80.0                          | 78.6                          | 78.8                          | 67.1                          | 57.3                          | 64.9                          | 69.3                          | 70.0                          | 70.2                          | 75.8                          | 84.3                          | 81.3                          | 73.1                          |
| Mitjana mensual d'hores de sol     | 77.5                          | 130.0                         | 189.1                         | 234.0                         | 288.3                         | 309.0                         | 306.9                         | 244.9                         | 183.0                         | 108.5                         | 75.0                          | 62.0                          | 2.208,2                       |
| Font #1: Weatherbase               |                               |                               |                               |                               |                               |                               |                               |                               |                               |                               |                               |                               |                               |
| Font #2: Hong Kong Observatory     |                               |                               |                               |                               |                               |                               |                               |                               |                               |                               |                               |                               |                               |